# Rally-VM 1987
Rally-VM 1987 kördes över 13 omgångar. Det var första säsongen med Grupp A-bilar, sedan de snabbare Grupp B-bilarna förbjudits. Efter ett antal år var ändå Grupp A-bilarna ikapp Grupp B-bilarna, framförallt med en enormt bättre körbarhet.

## Delsegrare
| Rally               | Vinnare          | Märke  |
| ------------------- | ---------------- | ------ |
| Monte Carlo-rallyt  | Miki Biasion     | Lancia |
| Svenska rallyt      | Timo Salonen     | Mazda  |
| Portugisiska rallyt | Markku Alén      | Lancia |
| Safarirallyt        | Hannu Mikkola    | Audi   |
| Korsikanska rallyt  | Bernard Béguin   | BMW    |
| Akropolisrallyt     | Markku Alén      | Lancia |
| Olympusrallyt       | Juha Kankkunen   | Lancia |
| Nyzeeländska rallyt | Franz Wittmann   | Lancia |
| Argentinska rallyt  | Miki Biasion     | Lancia |
| Finska rallyt       | Markku Alén      | Lancia |
| Elfenbenskustrallyt | Kenneth Eriksson | Golf   |
| Sanremorallyt       | Miki Biasion     | Lancia |
| Brittiska rallyt    | Juha Kankkunen   | Lancia |

## Slutställning
| Plats | Förare           | Märke   | Poäng |
| ----- | ---------------- | ------- | ----- |
| 1     | Juha Kankkunen   | Lancia  | 100   |
| 2     | Miki Biasion     | Lancia  | 94    |
| 3     | Markku Alén      | Lancia  | 88    |
| 4     | Kenneth Eriksson | Golf    | 70    |
| 5     | Jean Ragnotti    | Renault | 51    |
| 6     | Erwin Weber      | Golf    | 44    |